# Bustelo (Junquera de Ambía)
Bustelo es un lugar de la parroquia de Abeleda, situado en el municipio de Junquera de Ambía, en la provincia de Orense, Galicia, España.

## Demografía
Según el Instituto Nacional de Estadística y el Instituto Gallego de Estadística, la población de Bustelo ha descendido paulatinamente en las últimas décadas. En el año 2022 contaba con 79 habitantes (según INE) o 85 habitantes (según IGE 2023), repartidos en 44 hombres y 41 mujeres.
| Gráfica de evolución demográfica de Bustelo entre 2000 y 2022 |
|                                                               |
| Datos según el INE.                                           |